# Autolatina
Autolatina – spółka joint venture pomiędzy koncernami Ford Motor Co. i Volkswagen AG na terenie Ameryki Południowej, istniejąca w latach 1987-1995.

## Historia
Spółka typu joint venture została zawarta pomiędzy filiami koncernów Ford i Volkswagen na terenie Ameryki Południowej w 1987 roku.
W skład Autolatiny wchodziły spółki „Ford Motor Argentina S.A.”, „Ford Brasil S.A.”, „Volkswagen Argentina S.A.” i „Volkswagen Brasil S.A.”. Volkswagen posiadał 51% udziałów w spółce, a Ford 49%, przy czym Volkswagen dowodził oddziałem samochodów osobowych, a Ford – ciężarówek. W trakcie działania spółki integrowano produkcję podzespołów obu koncernów w istniejących zakładach. Budowano również nowe fabryki.

### Likwidacja
Spółka została rozwiązana w 1995 roku. Stało się to ze względu na przełamanie kryzysu na rynku brazylijskim i dużych perspektyw jego wzrostu. Każdy z koncernów liczył na to, że samodzielnie uzyska większy wzrost udziału rynkowego i zysków. Koncerny nie zerwały jednak współpracy - w tym samym roku Volkswagen i Ford zawarł strategiczne partnerstwo na innym rynku, w Europie, w celu opracowania vanów Ford Galaxy, SEAT Alhambra i Volkswagen Sharan.

## Modele samochodów

### Konstrukcje bliźniacze
| Zdjęcie | Nazwa                                | Kraj sprzedaży       | Segment | Okres produkcji         |
| ------- | ------------------------------------ | -------------------- | ------- | ----------------------- |
|         | Ford Royale                          | Brazylia             | D       | 1992 – 1995             |
|         | Volkswagen Quantum                   | Brazylia             | D       | 1986 – 1995             |
|         | Ford Versailles                      | Brazylia             | D       | 1993 – 1995             |
|         | Volkswagen Santana Volkswagen Corsar | Brazylia · Argentyna | D       | 1986 – 1995 1992 – 1995 |
|         | Ford Verona I                        | Brazylia             | D       | 1989 – 1992             |
|         | Volkswagen Apollo                    | Brazylia             | C       | 1989 – 1992             |
|         | Ford Escort V                        | Brazylia · Argentyna | C       | 1993 – 1995             |
|         | Volkswagen Pointer                   | Brazylia             | C       | 1993 – 1995             |
|         | Ford Verona II Ford Orion            | Brazylia · Argentyna | C       | 1993 – 1995             |
|         | Volkswagen Logus                     | Brazylia             | C       | 1993 – 1995             |

### Konstrukcje niespokrewnione
| Zdjęcie | Samochód                           | Kraj sprzedaży       | Segment | Okres produkcji |
| ------- | ---------------------------------- | -------------------- | ------- | --------------- |
|         | Ford Corcel                        | Brazylia             | C       | 1968 – 1986     |
|         | Volkswagen 1500                    | Argentyna            | C       | 1986 – 1990     |
|         | Ford Falcon                        | Argentyna            | D       | 1961 – 1991     |
|         | Ford Ranchero                      | Argentyna            | D       | 1961 – 1991     |
|         | Ford Del Rey                       | Brazylia             | D       | 1986 – 1993     |
|         | Ford Escort IV                     | Brazylia · Argentyna | C       | 1986 – 1993     |
|         | Volkswagen Fusca                   | Brazylia             | C       | 1986 – 1995     |
|         | Ford Sierra                        | Argentyna            | D       | 1986 – 1995     |
|         | Volkswagen Gol                     | Brazylia             | C       | 1986 – 1995     |
|         | Volkswagen Voyage Volkswagen Gacel | Brazylia · Argentyna | C       | 1989 – 1995     |
|         | Volkswagen Saveiro                 | Brazylia             | C       | 1990 – 1995     |